# Karlheinz Joura
Karlheinz Joura (* 1942 in Böhmen) ist ein deutscher Pfeifenmacher und ehemaliger Leistungssportler.

## Werdegang
Joura wurde 1942 in Böhmen geboren. 1946 floh seine Familie von dort und ließ sich in Rostock nieder, wo er seine Kindheit verbrachte.
Als junger Mann wurde er Maschinenschlosser und war ein guter Athlet. 1961 gehörte Joura zum DDR-Olympiakader der Wasserspringer.
Während dieser Zeit verbrachten er und sein Teamkollege Klaus Konzorr vier Stunden am Tag Wettkampfvorbereitungen und arbeiteten dann den Rest des Tages als Mechaniker auf den großen Schiffen im Rostocker Hafen. Währenddessen schmiedeten sie ihren Plan, nach Westdeutschland zu fliehen, den sie im Herbst 1961 in die Tat umsetzten. Joura und Konzorr versteckten sich in einer nebligen Nacht in einen dänischen Frachter, der im Hafen von Rostock vor Anker lag. Sie blieben unentdeckt und so gelang ihnen die Flucht nach Kiel.
In Westdeutschland angekommen ließ sich Joura in Bremen nieder, wo er Freunde hatte. Er und Klaus Konzorr übten das Wasserspringen weiterhin erfolgreich aus. Joura kam der Qualifikation für die Olympischen Spiele sehr nahe, schaffte es im Gegensatz zu Konzorr aber am Ende doch nicht.
Joura gab daraufhin den Leistungssport auf und wurde Diplom-Sportlehrer. Während dieser Zeit schrieb er einige sportwissenschaftliche Beiträge.
1970 begann er mit dem Pfeiferauchen und fertigte 1974 als Autodidakt spielerisch seine ersten Pfeifen für sich und Lehrer-Kollegen an. Diese Arbeit machte ihm soviel Freude, dass nach einem Jahr seine erste Pfeife einem deutschen Händler angeboten wurde. Den bisherigen Beruf als Diplom-Sportlehrer gab er innerhalb von drei Jahren auf und seit 1979 arbeitet Joura hauptberuflich als Pfeifenmacher.
Heute zählt Joura zu den besten Pfeifenmachern der Welt, dessen Pfeifen bis zu EUR 12.000 kosten.
Joura lebt in Bremen, ist verheiratet und hat drei Kinder. Sein Sohn Fabian stellt ebenfalls Freehand Pfeifen her.